# Gelterkinden
Gelterkinden es una comuna suiza del cantón de Basilea-Campiña, situada en el distrito de Sissach. Limita al norte con la comuna de Rickenbach, al este con Ormalingen y Tecknau, al sureste con Rünenberg, al sur con Rümlingen y Wittinsburg, y al oeste con Diepflingen, Thürnen y Böckten.